# ShUM gradovi
ShUM ili SchUM (hebrejski: שו״ם ili שו״מ) je naziv za udruženje koje su u srednjem vijeku formirale židovske zajednice gradova Speyera, Wormsa i Mainza u Gornjorajsnkoj ravnici. Od 12. stoljeća hebrejski izvori te zajednice nazivaju kehillah (קְהִלָּה, tj. zajednica) ili čak ḳehillah ḳedoschah („sveta zajednica”) gradova Spira (Speyer), Warmaisa (Worms) i Magenza (Mainz), za koju su koristili akronime hebrejskih početnih slova srednjovjekovnih imena ovih triju gradova: Šin (שין) za Speyer, Vav (וו) za Worms i Mem (מם) za Mainz.
ShUM, sa središtem u Mainzu, postao je poseban savez koji je naglasio njegov istaknuti položaj u Aškenazu (hebrejski אַשְׁכְּנַז, naziv koji su rabinski europski Židovi od 11. st. koristili za „Njemačku”). Udruženje je utjecalo na arhitekturu sinagoga i mikvaota (mikva, ritualna kupelj); duboko je oblikovalo kulturu, vjerske pokrete i halahsku (pravni dio židovske tradicije) jurisprudenciju srednjoeuropske i istočnoeuropske židovske dijaspore. Zbog toga su kulturni spomenici ShUM gradova upisani 
na UNESCOv popis mjesta svjetske baštine u Europi 2021. god.

## Povijest
Do danas sinagoge, židovska groblja i ritualne kupelji, zajedno s vjerskom tradicijom, svjedoče o golemoj važnosti gradova ShUM-a. Ugled zajednice ostao je nepokolebljiv u židovskom svijetu od srednjeg vijeka, usprkos neprestanim progonima i pokoljim; kao što su bili „Rajnski masakri” 1096. god. kada su rulje francuskih i njemačkih križara predvođene Petrom Pustinjakom opustošile su židovske zajednice u Speyeru, Wormsu i Mainzu. ShUM gradovi su obnovili svoje djelovanje tijekom zaštite Rimsko-njemačkih careva od 12. do 18. stoljeća, te stjecanja građanskih sloboda poslije Napoleona i postupne židovske emancipacije u drugoj polovici 19. st. Nakon procvata u Weimarskoj Republici slijedio je Holokausta u Nacističkoj Njemačkoj kada je Nacistička diktatura gotovo potpuno uništila židovski život i skoro 1000 godina staru židovsku tradiciju u Porajnju. Počevši od 1933. godine, mnogi Židovi su emigrirali i napuštali gradove ShUM-a. Oni koji su ostali u svom rodnom gradu ili koji nisu imali šanse za bijeg zbog ekonomskih teškoća, deportirani su počevši od 1942. godine, a većina je ubijena

## Kulturni spomenici
Kulturni spomenici ShUM gradova opipljivo odražavaju ranu pojavu prepoznatljivih aškenaskih običaja te razvoj i obrazac naseljavanja zajednica ShUM, posebno između 11. i 14. stoljeća. Njihove zgrade poslužile su kao prototipovi za kasnije židovske zajednice i vjerske objekte, kao i groblja u Europi. Sačuvani spomenici su:
- Speyerski židovski dvor sa strukturama sinagoge i ženske shule (jidiš za „sinagogu”), arheološkim ostacima ješive (vjerske škole), dvorištem i još uvijek netaknutom podzemnom mikvom (ritualnom kupeljom), koja je zadržala svoju visoku arhitektonsku i građevinsku kvalitetu[1].
- Kompleks sinagoge Worms je poslijeratna rekonstrukcija na mjestu sinagoge iz 12. stoljeća i ženske sinagoge iz 13. stoljeća, a uključuje i zajedničku dvoranu (Rašijeva kuća) i monumentalnu mikvu iz 12. stoljeća, te Staro židovsko groblje u Wormsu[1].
- Staro židovsko groblje u Mainzu.

## Vanjske poveznice
- Shumstaedte, gradovi na Rajni Židovska baština za svijet – schumstaedte.de (njem.)